# Pantoporia recurva
Pantoporia recurva är en fjärilsart som beskrevs av John Henry Leech 1892. Pantoporia recurva ingår i släktet Pantoporia och familjen praktfjärilar. Inga underarter finns listade i Catalogue of Life.